# Trường Y tế cộng đồng Toàn cầu Gillings
Trường Y tế công cộng Toàn cầu Gillings thuộc Đại học North Carolina là trường y tế công cộng thuộc Đại học North Carolina tại Chapel Hill, một trường đại học công lập tại thành phố Chapel Hill, bang North Carolina. Trường đào tạo chương trình Cử nhân và Cao học và được chứng nhận bởi Hội đồng Đào tạo Y tế công cộng.
Năm 2020, trường xếp số 1 trong danh sách các trường đại học công lập và số 2 trong danh sách toàn bộ các trường đào tạo Y tế công cộng tại Hoa Kỳ theo U.S. News & World Report. Trong các trường đào tạo Y tế công cộng, trường xếp thứ 3 về số tiền tài trợ nhận được từ Viện Y tế Quốc gia Hoa Kỳ.

## Lịch sử
Khoa Y tế công cộng thuộc Đại học North Carolina được thành lập năm 1936, nằm trong Trường Y khoa thuộc Đại học North Carolina. Trường được tách riêng từ năm 1940 và trở thành trường y tế công cộng đầu tiên của Hoa Kỳ nằm trong một trường Đại học công lập. Trường trao bằng Cao học đầu tiên cũng vào năm 1940.
Milton Rosenau là trưởng khoa đầu tiên của Khoa Y tế công cộng thuộc Đại học North Carolina vào năm 1936 và sau đó trở thành Giám đốc đầu tiên của trường từ năm 1939 tới năm 1946. Năm 1949, trường Nha khoa và trường Điều dưỡng thuộc Đại học North Carolina cùng được thành lập. Hai trường này cùng với trường Y tế công cộng, trường Y khoa, và trường Dược tạo thành khối Chăm sóc sức khỏe của Đại học North Carolina.
Trường được đặt tên theo nhà tài trợ cho trường là Joan Gillings và Dennis Gillings, người là cựu giảng viên của đại học North Carolina và là nhà sáng lập của IQVIA.
Năm 2020, trường tập trung các nguồn lực trong việc chống lại đại dịch COVID-19 trên toàn thế giới, với việc tập trung nhiều nhóm nghiên cứu các vấn đề có liên quan như vắc xin, xét nghiệm, dịch tễ học, thống kê y tế, chính sách y tế, ...

## Hoạt động giảng dạy
Năm 2018, trường ra mắt chương trình đào tạo Thạc sĩ Y tế công cộng trực tuyến.

## Cựu giảng viên nổi bật
- Mandy Cohen, bác sĩ và quan chức y tế
- Clarence Lushbaugh, bác sĩ và nhà bệnh học
- William L. Roper, cựu giám đốc trường, giám đốc thứ 12 của CDC

## Cựu sinh viên nổi bật
- Lisa Bodnar (Thạc sĩ Y tế công cộng khóa 1999), Phó Giám đốc phụ trách Nghiên cứu, Đại học Pittsburgh
- Julie Story Byerley (Thạc sĩ Y tế công cộng khóa 1998), Phó Giám đốc phụ trách Đào tạo, Trường Y khoa thuộc Đại học North Carolina
- Garry Conille (Thạc sĩ Y tế công cộng khóa 1999), Thủ tướng của Haiti thứ 15 [8]
- Jerry M. Linenger (Thạc sĩ Y tế công cộng khóa 1989, Tiến sĩ 1989), cựu Đại úy Quân y thuộc Hải quân Hoa Kỳ, và cựu phi hành gia của NASA
- Tiến sĩ Heather Munroe-Blum, cựu Chủ tịch và Hiệu phó, Đại học McGill
- Vann R. Newkirk II (Thạc sĩ Khoa học Y tế công cộng khóa 2012), cây bút của tạp chí The Atlantic
- Rob Wittman (Thạc sĩ Y tế công cộng khóa 1990), Hạ nghị sĩ đại diện khu vực 1 bang Virginia